# Françoise Dürr
Françoise Dürr (Argel, 25 de dezembro de 1942) é uma ex-tenista profissional francesa.

## Grand Slam finais

### Simples: 1 (1–0)
| Posição | Ano  | Campeonato    | Piso   | Oponente             | Placar        |
| Campeã  | 1967 | Roland Garros | Saibro | Lesley Turner Bowrey | 4–6, 6–3, 6–4 |

### Duplas: 18 (7–11)
| Posição | Ano  | Campeonato    | Piso   | Parceira         | Oponentes                           | Placar        |
| Vice    | 1965 | Roland Garros | Saibro | Jeanine Lieffrig | Margaret Court Lesley Turner Bowrey | 6–3, 6–1      |
| Vice    | 1965 | Wimbledon     | Grama  | Jeanine Lieffrig | Maria Bueno Billie Jean King        | 6–2, 7–5      |
| Campeã  | 1967 | Roland Garros | Saibro | Gail Chanfreau   | Annette Van Zyl Pat Walkden         | 6–2, 6–2      |
| Vice    | 1968 | Wimbledon     | Grama  | Ann Haydon-Jones | Rosemary Casals Billie Jean King    | 3–6, 6–4, 7–5 |
| Campeã  | 1968 | Roland Garros | Saibro | Ann Haydon-Jones | Rosemary Casals Billie Jean King    | 7–5, 4–6, 6–4 |
| Campeã  | 1969 | Roland Garros | Saibro | Ann Haydon-Jones | Nancy Richey Margaret Court         | 6–0, 4–6, 7–5 |
| Campeã  | 1969 | US Open       | Grama  | Darlene Hard     | Margaret Court Virginia Wade        | 0–6, 6–3, 6–4 |
| Campeã  | 1970 | Roland Garros | Saibro | Gail Chanfreau   | Rosemary Casals Billie Jean King    | 6–1, 3–6, 6–3 |
| Vice    | 1970 | Wimbledon     | Grama  | Virginia Wade    | Rosemary Casals Billie Jean King    | 6–2, 6–3      |
| Campeã  | 1971 | Roland Garros | Saibro | Gail Chanfreau   | Helen Gourlay Kerry Harris          | 6–4, 6–1      |
| Vice    | 1971 | US Open       | Grama  | Gail Chanfreau   | Rosemary Casals Judy Tegart         | 6–3, 6–3      |
| Vice    | 1972 | Wimbledon     | Grama  | Judy Tegart      | Billie Jean King Betty Stöve        | 6–2, 4–6, 6–3 |
| Campeã  | 1972 | US Open       | Grama  | Betty Stöve      | Margaret Court Virginia Wade        | 6–3, 1–6, 6–3 |
| Vice    | 1973 | Roland Garros | Saibro | Betty Stöve      | Margaret Court Virginia Wade        | 6–2, 6–3      |
| Vice    | 1973 | Wimbledon     | Grama  | Betty Stöve      | Rosemary Casals Billie Jean King    | 6–1, 4–6, 7–5 |
| Vice    | 1974 | US Open       | Grama  | Betty Stöve      | Rosemary Casals Billie Jean King    | 7–6, 6–7, 6–4 |
| Vice    | 1975 | Wimbledon     | Grama  | Betty Stöve      | Ann Kiyomura Kazuko Sawamatsu       | 7–5, 1–6, 7–5 |
| Vice    | 1979 | Roland Garros | Saibro | Virginia Wade    | Betty Stöve Wendy Turnbull          | 2–6, 7–5, 6–4 |

### Duplas Mistas: 8 (4–4)
| Posição | Ano  | Campeonato    | Piso   | Parceiro            | Oponentes                           | Placar        |
| Campeã  | 1968 | Roland Garros | Saibro | Jean-Claude Barclay | Billie Jean King Owen Davidson      | 6–1, 6–4      |
| Vice    | 1969 | Roland Garros | Saibro | Jean-Claude Barclay | Margaret Court Marty Riessen        | 6–3, 6–2      |
| Vice    | 1969 | US Open       | Grama  | Dennis Ralston      | Margaret Court Marty Riessen        | 6–4, 7–5      |
| Vice    | 1970 | Roland Garros | Saibro | Jean-Claude Barclay | Billie Jean King Bob Hewitt         | 3–6, 6–4, 6–2 |
| Campeã  | 1971 | Roland Garros | SAibro | Jean-Claude Barclay | Winnie Shaw Thomas Lejus            | 6–2, 6–4      |
| Vice    | 1972 | Roland Garros | Clay   | Jean-Claude Barclay | Evonne Goolagong Cawley Kim Warwick | 6–2, 6–4      |
| Campeã  | 1973 | Roland Garros | Clay   | Jean-Claude Barclay | Betty Stöve Patrice Dominguez       | 6–1, 6–4      |
| Campeã  | 1976 | Wimbledon     | Grama  | Tony Roche          | Rosemary Casals Dick Stockton       | 6–3, 2–6, 7–5 |